# 이순신도서관
이순신도서관은 전라남도 여수시에 있는 공립 도서관이다.

## 연혁
- 2019년 12월 27일 개관.